# Magredi

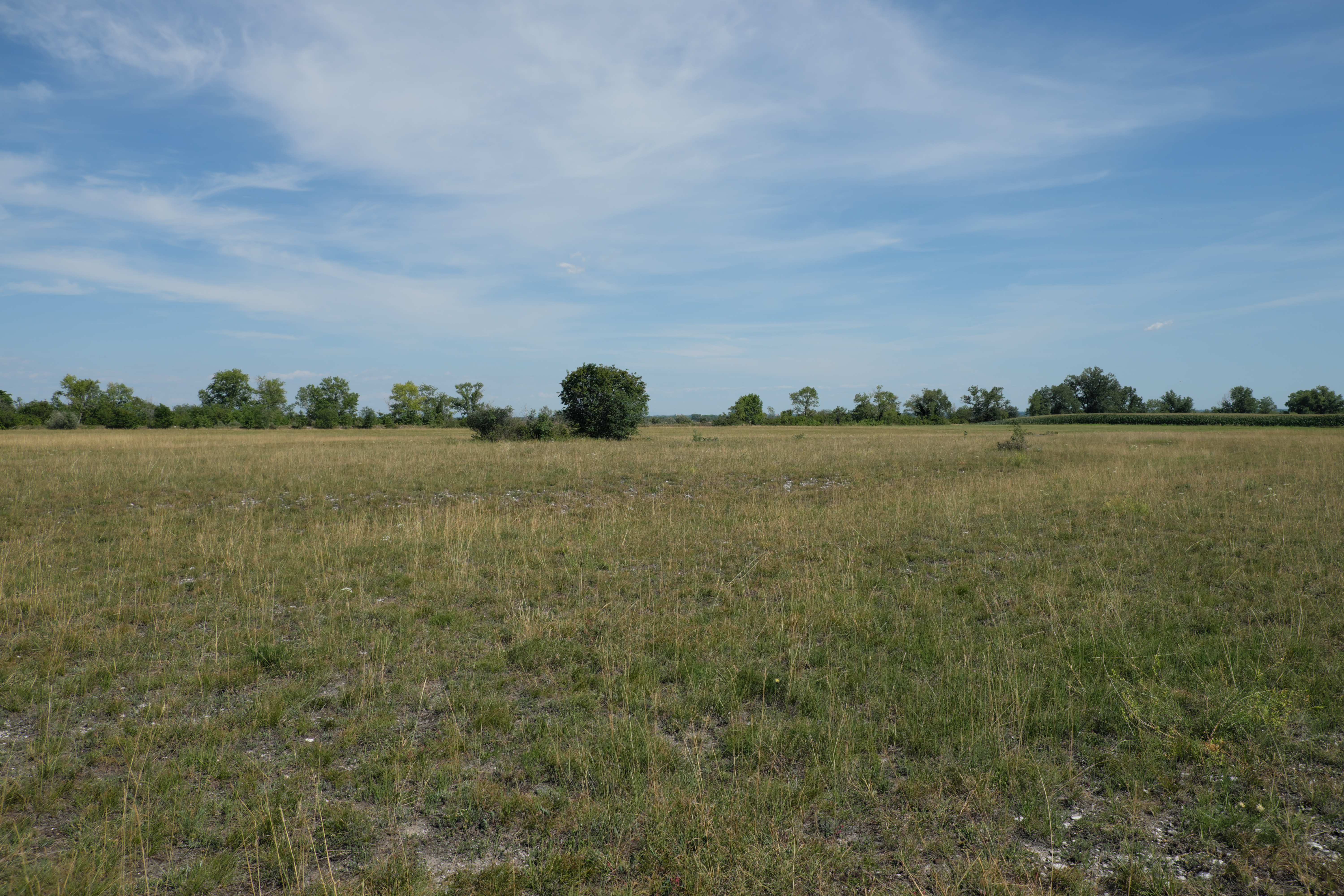
Il biotopo magredi di San Quirino

I magredi   sono un'area della pianura friulana occidentale, situata nel punto dell'alta pianura dove le acque dei torrenti Cellina e Meduna sprofondano nella falda acquifera. In tale luogo vi sono grandi varietà di flora e fauna.

## Introduzione

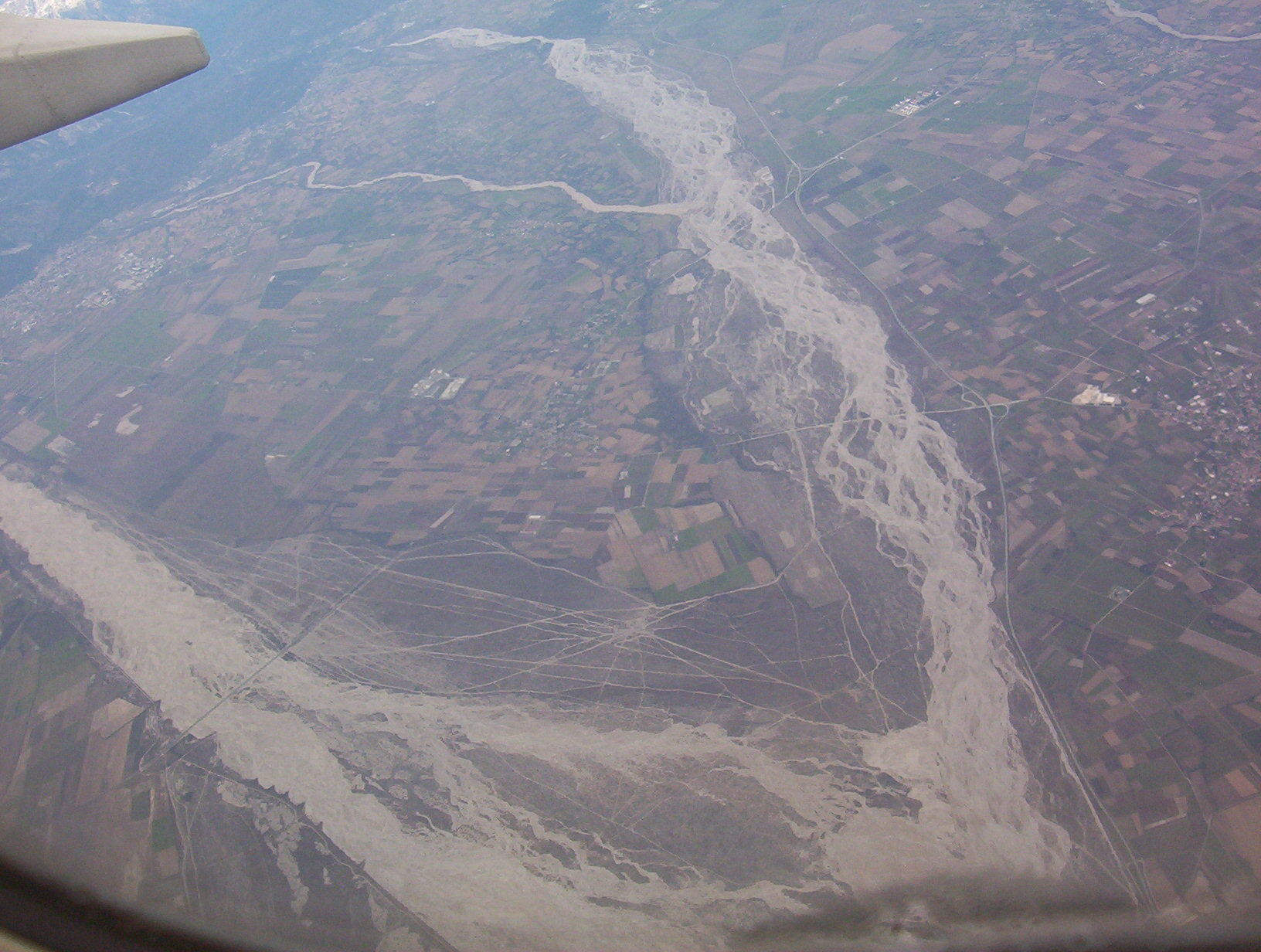
Visuale aerea dei Magredi

“Magredo” deriva dal friulano locale “terra magra”, cioè arida e povera d'acqua per la presenza dei sassi, anche se il regime delle precipitazioni rende il Friuli-Venezia Giulia la regione più piovosa d'Italia.
In estate i prati aridi dei magredi appaiono brulli e bruciati dal Sole definendo un paesaggio simile ad alcune lande desolate del meridione o alle steppe continentali dell'Europa orientale.
I depositi ghiaiosi del Cellina e Meduna danno origine a una serie di coni detritici che dalla base delle montagne si allargano verso la pianura. La principale fra queste strutture alluvionali è dominata dalla conoide che prende il nome dai medesimi fiumi citati in precedenza e che, con la sua ampia architettura, da Montereale Valcellina a Maniago si protende a ventaglio fino a Cordenons e Pordenone. 
Nelle fotografie scattate dai satelliti, essa appare come un'enorme macchia bianca al centro del territorio provinciale.
Il principale impulso alla costruzione di questo imponente materasso ghiaioso avvenne per opera dei torrenti fluvioglaciali al termine dell'ultima glaciazione.
Con il graduale innalzarsi delle temperature, i torrenti acquisirono vigore e nuova forza erosiva, alimentati direttamente dalla fusione dei ghiacciai alpini in via di scioglimento.
I depositi alluvionali di questi torrenti costituiscono l'ossatura principale dell'alta pianura e il substrato su cui si sviluppano i magredi del Cellina.
Essi assumono i connotati di avanterra alpino e, per i loro originali contenuti naturalistici e importanza ambientale, sono stati recentemente inseriti nell'elenco europeo dei “Siti di Importanza Comunitaria”, riconosciuti dall'Unione europea.
I magredi del Cellina-Meduna si trovano nella parte occidentale dell'alta Pianura Friulana e si sviluppano su un”drappo” di terreni ghiaiosi che fascia i piedi dei monti fino al confine con la linea delle Risorgive.

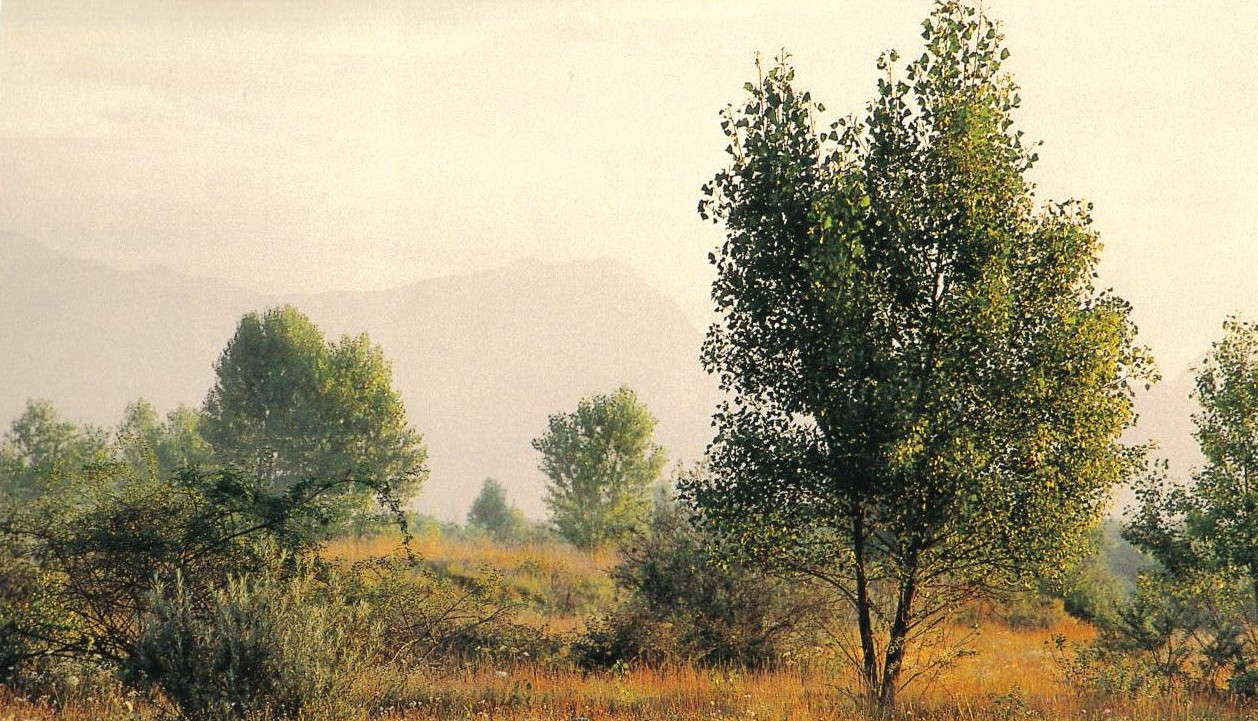
Paesaggio dei Magredi

Le ghiaie derivano dallo smantellamento millenario dei retrostanti rilievi svolto dai torrenti.
Questi ultimi trasportano lontano i frammenti di roccia che strappano alla montagna trasformandoli lentamente in sassi tondi e lisci. Quando poi giungono in pianura, essi, a causa della diminuita pendenza, perdono gran parte della propria energia divenendo più pigri e liberi di divagare. Ecco che i corsi d'acqua, allo sbocco delle profonde valli alpine, abbandonano gran parte dei materiali più pesanti e grossolani sparpagliandoli a ventaglio come fa la mano libera dell'agricoltore quando semina a spaglio.
Nel primo tratto di questi depositi, le acque vengono completamente riassorbite dalle ghiaie, dando origine a un tipico paesaggio arido, privo di idrografia superficiale.

## Ambiente in generale
Sono certamente i sassi (claps in friulano) l'elemento più caratteristico dei magredi da cui deriva la singolarità di questo ambiente, il suo particolare microclima e di conseguenza il paesaggio vegetale e le componenti della sua fauna. I sassi, essendo permeabili, fanno scomparire l'acqua che poi riemerge nella zona delle risorgive.
Oltre che dai sassi, l'ambiente dei magredi è caratterizzato da vaste praterie composte per lo più da graminacee e piccoli arbusti come il rovo, dal ranno spinello (Rhamnus saxatilis) e la rosa canina. Questo aspetto steppico è causato, oltre che dal terreno sassoso, dalla rovinosa azione esercitata nei confronti della vegetazione e del suolo dalle periodiche alluvioni che in epoche storiche erano ancor maggiori. In aggiunta a questo si deve la causa dell'aspetto steppico anche all'azione di disboscamento e di pascolo dell'uomo.

## Flora
Nei magredi ci sono tre diverse tappe evolutive di vegetazione che, in ordine dalla più vicina al greto del torrente alla più lontana, sono:
- Il Greto
- Il Magredo primitivo
- Il Magredo evoluto

### Il Greto

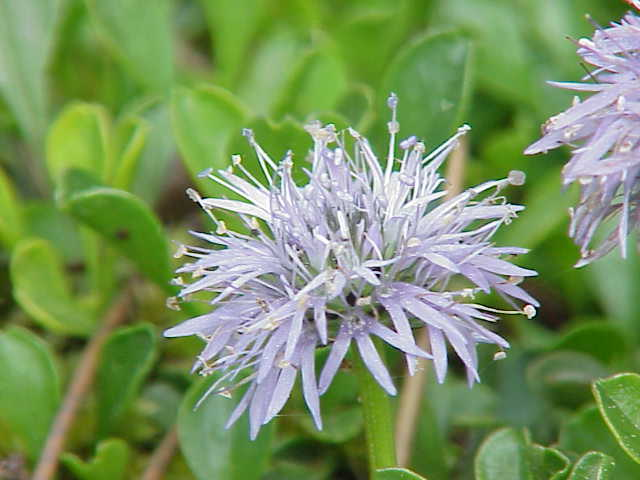
Globularia cordifolia

A partire dal margine dei greti si incontra una prima fascia dove non è riconoscibile una vera e propria vegetazione strutturata. Camminando fra le ghiaie si possono osservare le prime piante “pioniere” e le meno esigenti. Esse penetrano con le radici fra i sassi e le sabbie e, avendo elaborato una serie di adattamenti utili a conservare la poca umidità, avviano la lenta colonizzazione dell'ambiente ostile.
Alle prime fasi di questo processo partecipano innanzitutto i licheni e i muschi, cui fa seguito la presenza di radi arbusti e di erbe che crescono in semplici steli e cuscinetti isolati. Per la presenza di muschi su suoli così permeabili è sufficiente che venga garantita la presenza di un po' di acqua superficiale, almeno in primavera e in autunno.
Tipiche piante del Greto sono:
- Muschi e licheni
- Vedovelle celesti (Globularia cordifolia)
- Ginestrella sericea (Genista sericea).

### Il Magredo primitivo

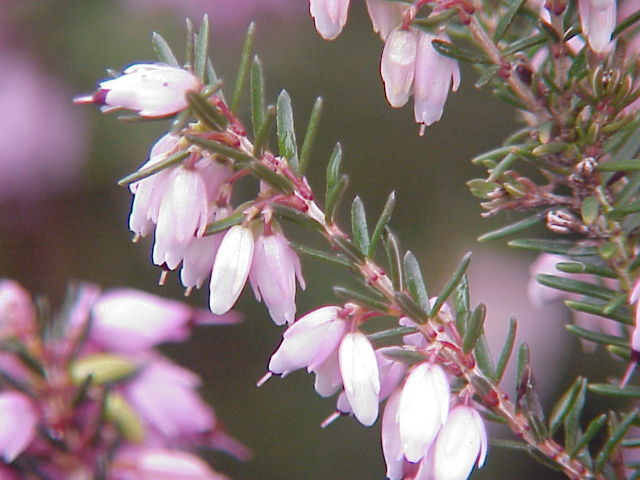
Erica carnea

In questa fascia la vegetazione appare discontinua, ma la trama delle zolle erbose e delle piante a crescita prostrata tende a chiudere le maglie di una rete che diviene sempre più fitta, assumendo pian piano la fisionomia del prato arido. Le erbe con foglie di consistenza coriacea e con i fusticini legnosi e striscianti sono chiamate camefite suffruticose. Esse formano cuscinetti e macchie di vegetazione distesa fra i sassi.
Le erbe e gli arbusti risparmiati dalle piene hanno potuto imbrigliare e stabilizzare le ghiaie inconsolidate, concorrendo con le proprie spoglie alla nascita di uno strato sottilissimo di suolo relativamente fertile e con presenza di humus.
Tipiche piante del Magredo primitivo sono:
- Fumana procumbens
- Erica carnea
- Globularia cordifolia
- Centaurea dichroantha
- Camedrio alpino (Dryas octopetala).

### Il Magredo evoluto

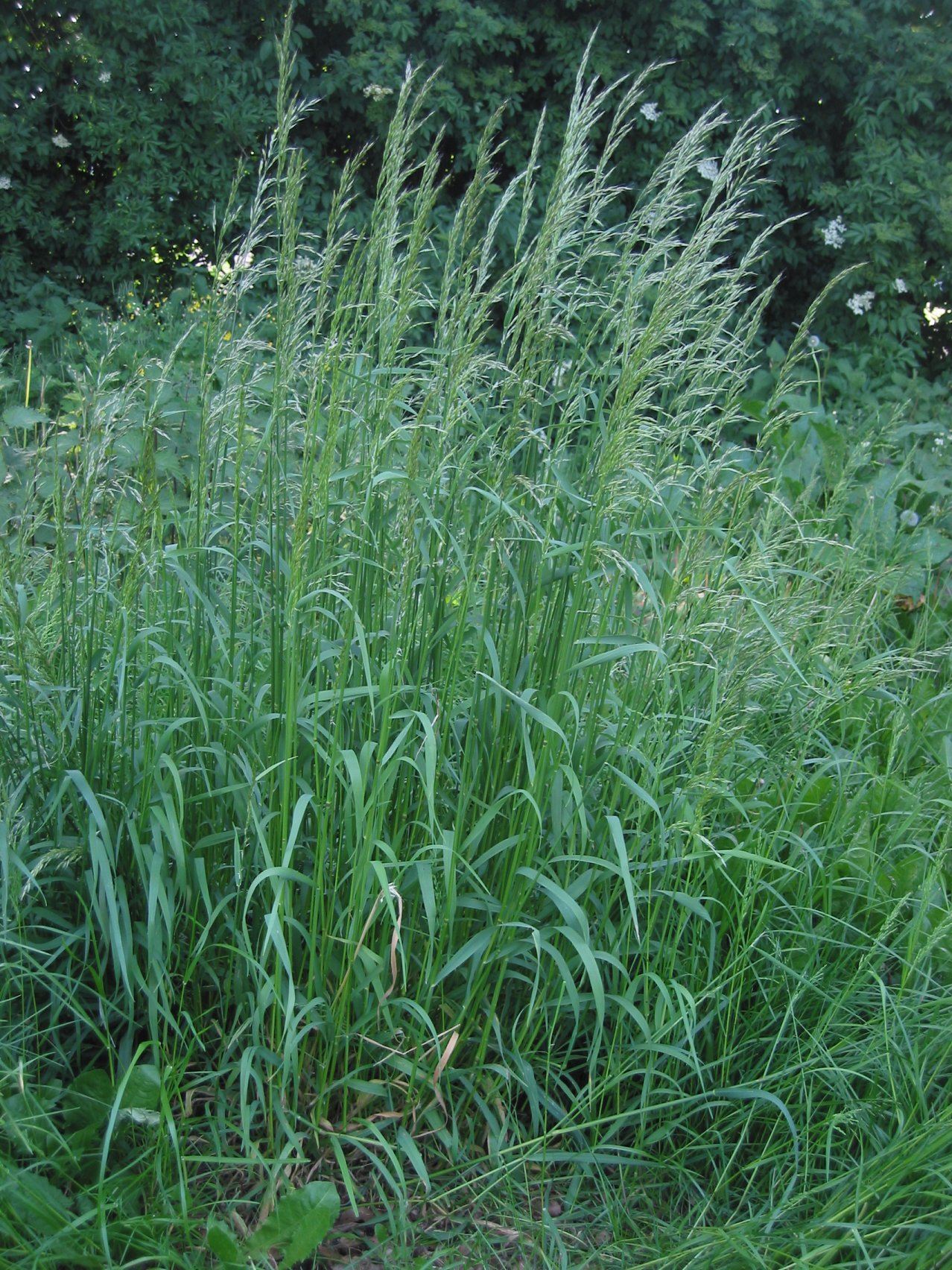
Arrhenatherum elatius

I processi di colonizzazione portano gradualmente all'affermazione di un cotico erboso continuo e alla costituzione di un primo strato superficiale di suolo piuttosto maturo, il cui stadio terminale è rappresentato dal terreno ferrettizzato. Là dove l'uomo interviene con leggere concimazioni e sfalci periodici, la situazione ben presto può evolvere verso la formazione di prati stabili polifiti con presenza di specie più esigenti e buone foraggere. Le praterie del Magredo evoluto riconducono alla memoria quello che un tempo doveva essere il paesaggio della Puszta ungherese.
Tipiche piante del Magredo evoluto sono:
- Crysopogon gryllus (graminacea)
- Arrhenatherum elatius (pianta da foraggio)
- Cresta di gallo (Rhinanthus freynii)
- Orchide (Anacamptis pyramidalis).

## Fauna

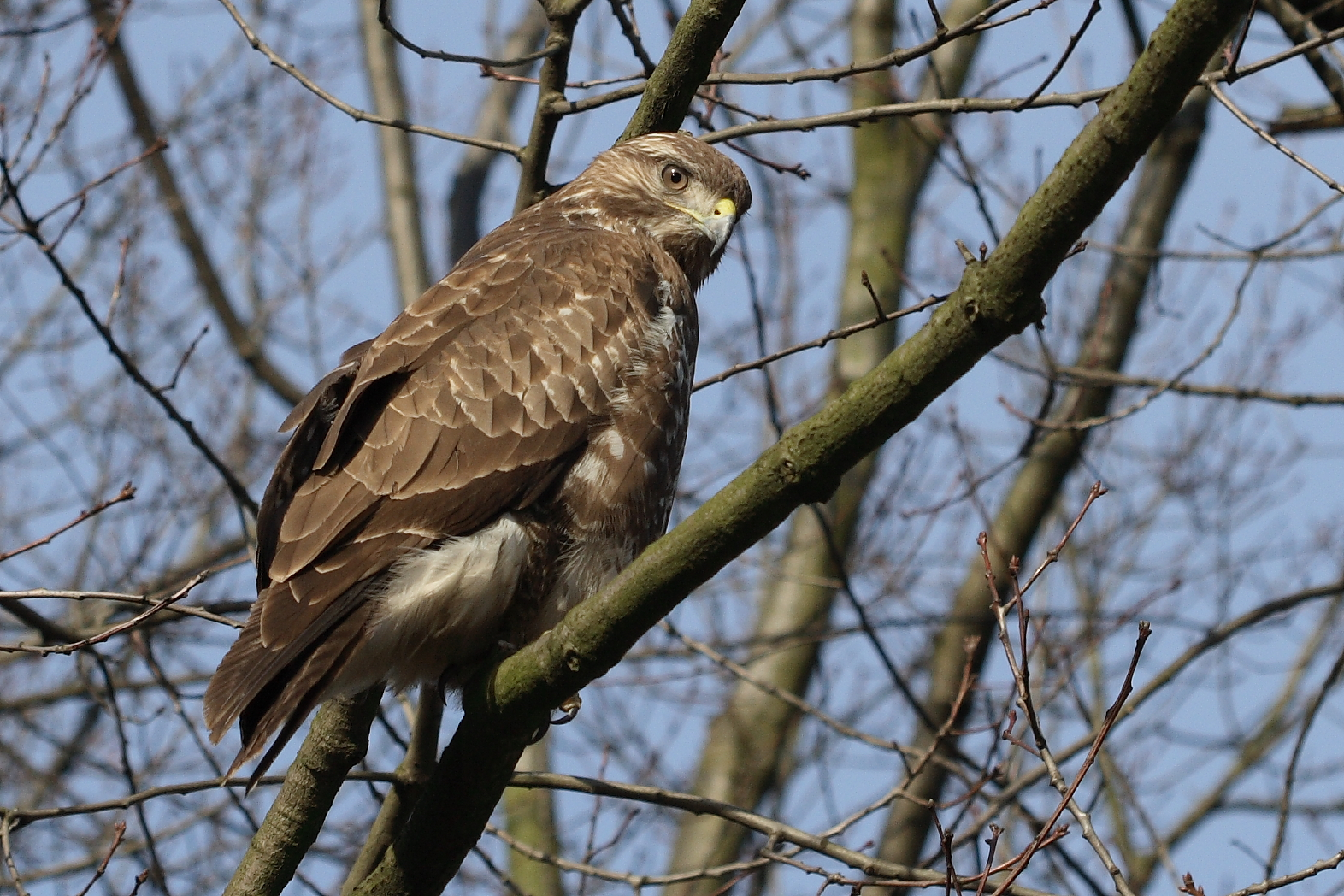
Poiana

Alla base della piramide alimentare dei magredi troviamo la vegetazione costituita dalle praterie aride e dagli arbusteti. Nel secondo livello sono collocati gli erbivori come la lepre, mentre ai livelli successivi troviamo i predatori come il biacco, e all'apice ci sono i superpredatori come il nibbio bruno.
Le principali specie di predatori avicoli sono:
- Aquila reale (Aquila chrysaetos) (rara da vedere)
- Poiana (Buteo buteo)
- Nibbio bruno (Milvus migrans)
- Gheppio (Falco tinnunculus).

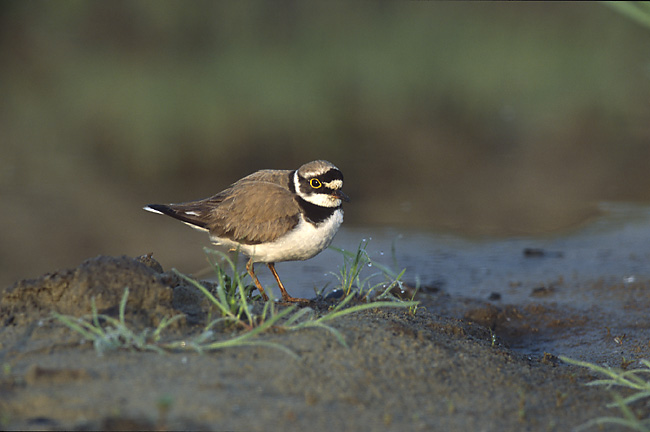
Corriere piccolo

I magredi consistono, poi, in una sorta di ultimo rifugio per molte specie avicole quali:
- Alaudidi (es. Allodole)
- Motacillidi (es. Calandri)
- Corriere piccolo (Charadrius dubius)
- Starna (Perdix perdix)
- Occhione (Burhinus oedicnemus)

L'area dei magredi è un'area di passaggio sorvolata quindi da molte specie avicole in migrazione. Tra queste ci sono:

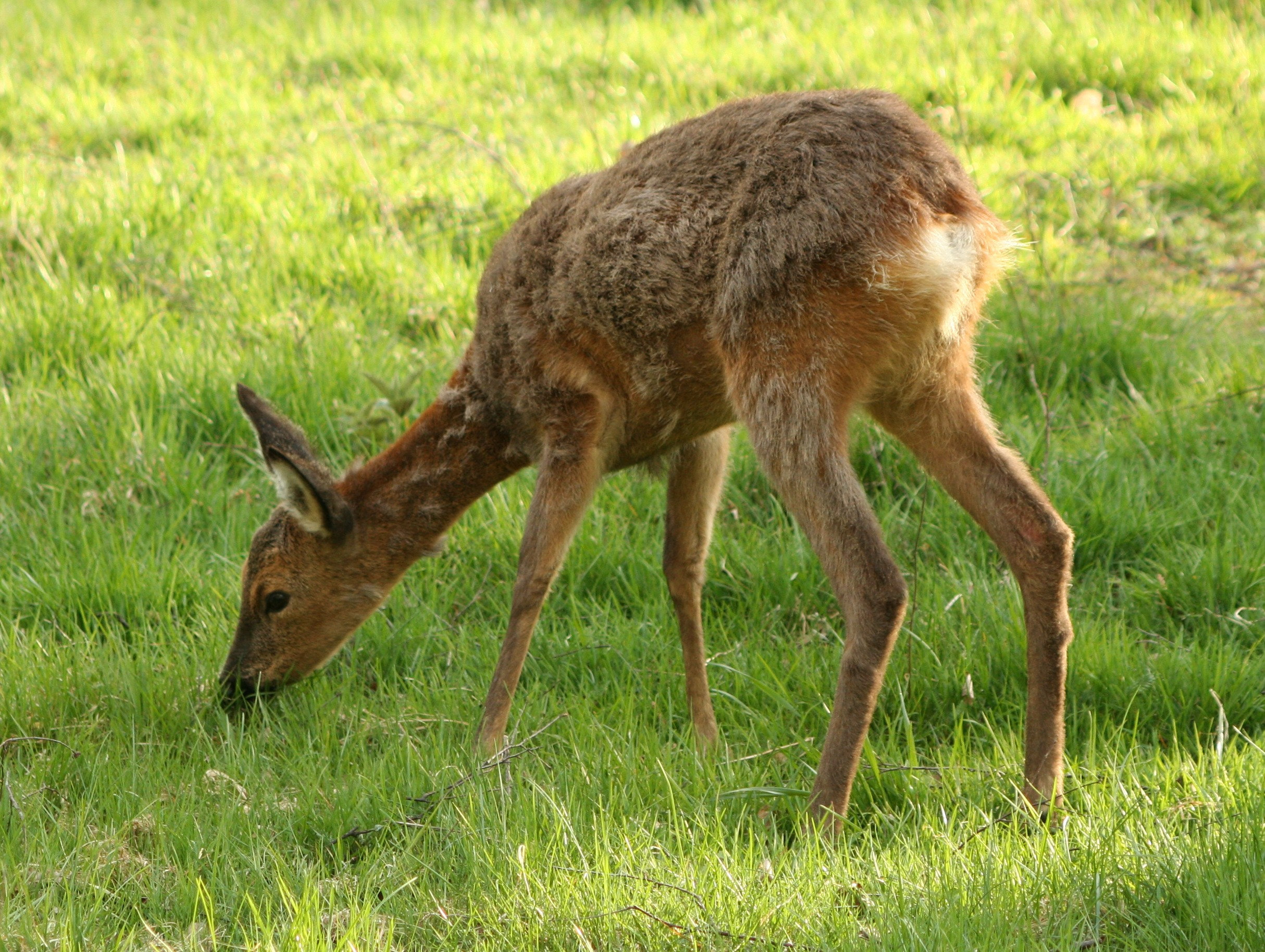
Capriolo

- Ghiandaia marina (Coracias garrulus)
- Gru (Grus grus)
- Cicogna (Ciconia ciconia)
- Cuculo dal ciuffo (Clamator glandarius) (visto straordinariamente)

Scendendo verso le risorgive e soprattutto nei campi coltivati che circondano i Magredi si possono vedere l'airone bianco (Egretta alba), l'airone cenerino (Ardea cinerea), la garzetta (Egretta garzetta) e l'airone guardabuoi (Bubulcus ibis). 
Nei Magredi è presente anche un buon numero di mammiferi. Fra essi particolarmente numerosi sono alcuni piccoli roditori come le arvicole.
Comune è la presenza della volpe (Vulpes vulpes), occasionale e molto interessante quella del tasso (Meles meles), del capriolo (Capreolus capreolus) e del cervo rosso (Cervus elaphus). Confermata (tramite osservazione diretta, fototrappolaggio e ritrovamento di carcasse lungo le strade limitrofe) anche la presenza sporadica dello sciacallo dorato (Canis aureus). Occorre infine sottolineare che questi luoghi costituiscono il biotopo più caratteristico per la lepre (Lepus europaeus).

## Il simbolo dei magredi

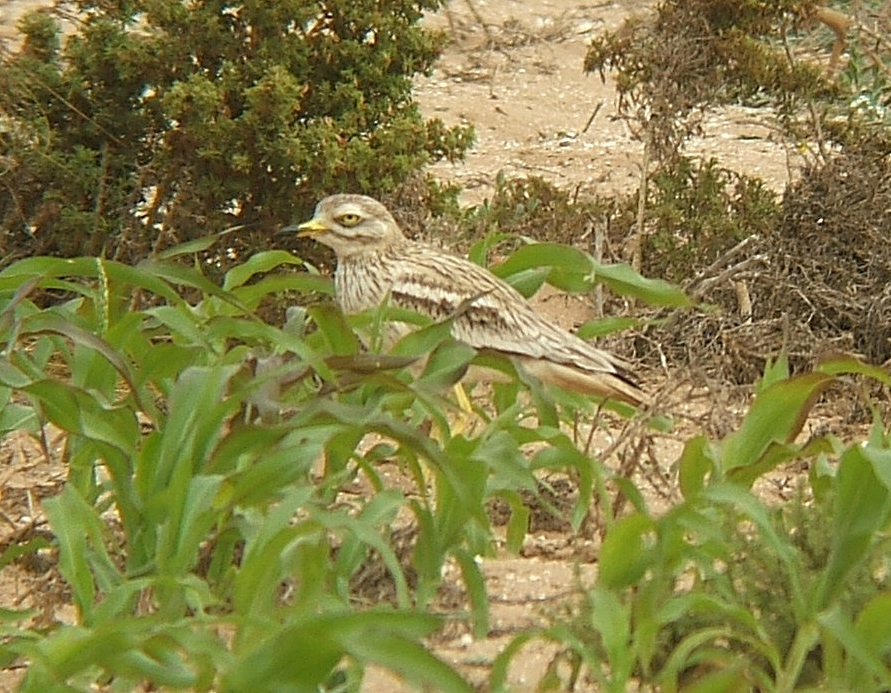
L'uccello simbolo dei Magredi: l'occhione

Fra gli uccelli che nei magredi nidificano a terra, i più singolari sono certamente gli occhioni. Sia le uova sia il loro piumaggio si mimetizzano perfettamente fra l'erba. 
Nel tempo si sono adattati alla presenza dei carri armati e la loro presenza risultava stabile fino a pochi anni fa, ma ora il pericolo viene dagli amatori del fuoristrada e dalle loro gare agonistiche (organizzate persino all'interno del S.I.C.) come l'"Italian Baja", prestigiosa manifestazione sportiva dalla notevole rilevanza internazionale, il cui numero di appassionati cresce ogni anno. Questi si muovono liberamente a causa della mancanza di norme e vigilanza nei confronti dell'area. Un'altra causa è il passaggio delle greggi durante il periodo riproduttivo.
Il risultato di tutto ciò è che, nelle ultime stagioni, gli occhioni sono stati spesso costretti a ripararsi fra i seminativi delle aree limitrofe.
La vicenda degli occhioni mette bene in evidenza l'insieme delle contraddizioni presenti in un'area riconosciuta importante a livello europeo, ma priva di un reale sistema di norme in grado di governare, nell'interesse di tutti, le principali attività e i movimenti all'interno di queste superfici così preziose per il loro valore ambientale.